# Pervomaisc
Pervomaisc (moldavskou cyrilicí Первомаиск, rusky Первомайск Pervomajsk, ukrajinsky Первомайськ Pervomajsk) je sídlo městského typu na východě Moldavska, součást Slobodzejského rajonu mezinárodně neuznané Podněsterské moldavské republiky. Město se nachází na hranici s Ukrajinou, protéká jím řeka Kučurgan. Pervomaisc vznikl na počátku 70. let 20. století spojením tří do té doby samostatných osad. Poté zde započala panelová výstavba. Žije zde 9 000 obyvatel, především ruské, ukrajinské a moldavské národnosti. Pervomaisc roku 2011 obdržel titul „Nejzelenější a nejčistší obec Podněstří“ (rusky „Самый чистый и зеленый поселок Приднестровья“).